# Platyactaea
Platyactaea is een geslacht van kreeftachtigen uit de klasse van de Malacostraca (hogere kreeftachtigen).

## Soorten
- Platyactaea dovii (Stimpson, 1871)
- Platyactaea setigera (H. Milne Edwards, 1834)